# Kai Tracid
Kai Tracid, né Kai Franz le 17 janvier 1972 à Francfort-sur-le-Main, est un DJ et producteur de musique allemand. Son style musical de prédilection est la trance. 

## Biographie
Actif dès 1995, Kai Tracid commence à se faire connaître en 1997 en sortant le single Your Own Reality.
« Tracid » est la contraction de trance et acid. Son label est Tracid Traxxx.
Life is too short, Too many Times, "Tiefenrausch", Your Own Reality et Liquid Skies sont les singles les plus connus mais Kai Tracid a à son actif plusieurs centaines de mixes et remixes.
Il a utilisé de nombreux pseudonymes en plus de Kai Tracid tel que Acut Genius, Aeon FX, Arrow, The Attractor, Christian Phoenix, Computer Controlled, Formic Acid, K, Kai MacDonald, Kenji Ogura, Mac Acid, Mac Music, TBA, Tek, Tyrone T.B. ou encore W.O.W.
Il a également fait partie de groupe comme 24 Hours, A*S*Y*S, Angel Of Death, Arrakis, Cryptonite X, Der Verfall, F*L*U*X, Farrago, Phase 2 Face, Proto-Type, Target, United Deejays For Central America, Wizards Of Sonic ou encore Yoda.

## Discographie

### Albums
- Skywalker (1999)
- Trance & Acid (2002)
- Contemplate (the reason you exist) (2003)